# Міллнокет (Мен)
Міллнокет (англ. Millinocket) — місто (англ. town) в США, в окрузі Пенобскот штату Мен. Населення — 4114 особи (2020).

### Клімат
| Клімат : Міллнокет                                      | Клімат : Міллнокет | Клімат : Міллнокет | Клімат : Міллнокет | Клімат : Міллнокет | Клімат : Міллнокет | Клімат : Міллнокет | Клімат : Міллнокет | Клімат : Міллнокет | Клімат : Міллнокет | Клімат : Міллнокет | Клімат : Міллнокет | Клімат : Міллнокет | Клімат : Міллнокет |
| Показник                                                | Січ.               | Лют.               | Бер.               | Квіт.              | Трав.              | Черв.              | Лип.               | Серп.              | Вер.               | Жовт.              | Лист.              | Груд.              | Рік                |
| Абсолютний максимум, °C                                 | 13,3               | 16,7               | 26,7               | 30,6               | 35,6               | 38,3               | 37,8               | 37,8               | 35,6               | 30,6               | 22,2               | 16,7               | 38,3               |
| Середній максимум, °C                                   | −4,6               | −2                 | 3,3                | 10,6               | 18,1               | 23,0               | 25,7               | 24,8               | 19,8               | 12,7               | 5,5                | −0,9               | 11,4               |
| Середній мінімум, °C                                    | −15,4              | −13,2              | −7,7               | −0,6               | 5,6                | 11,2               | 14,3               | 12,7               | 8,2                | 2,3                | −2,5               | −9,8               | 0,5                |
| Абсолютний мінімум, °C                                  | −40,6              | −40                | −35,6              | −20,6              | −7,2               | −3,3               | 2,8                | 0,0                | −5,6               | −11,7              | −23,3              | −37,2              | −40,6              |
| Норма опадів, мм                                        | 74                 | 55                 | 78                 | 90                 | 85                 | 103                | 98                 | 100                | 94                 | 103                | 113                | 90                 | 1083               |
| Днів з дощем                                            | 3,0                | 3,7                | 5,4                | 8,4                | 11,6               | 11,3               | 11,4               | 10,6               | 10,0               | 10,3               | 8,0                | 4,8                | 98,5               |
| Днів зі снігом                                          | 13,6               | 12,0               | 9,4                | 3,9                | 0,4                | 0,0                | 0,0                | 0,0                | 0,0                | 1,7                | 6,2                | 12,5               | 59,7               |
| ------------------------------------------------------- | ------------------ | ------------------ | ------------------ | ------------------ | ------------------ | ------------------ | ------------------ | ------------------ | ------------------ | ------------------ | ------------------ | ------------------ | ------------------ |
| Джерело: NWS and pogoda.iklimat.ru (snow and rain days) |                    |                    |                    |                    |                    |                    |                    |                    |                    |                    |                    |                    |                    |

## Демографія
Згідно з переписом 2010 року, у місті мешкало 4506 осіб у 2167 домогосподарствах у складі 1305 родин. Було 2586 помешкань
Расовий склад населення:
| - 97,7 % — білих - 0,7 % — корінних американців - 0,4 % — азіатів - 0,2 % — чорних або афроамериканців - 0,1 % — вихідців з тихоокеанських островів |

До двох чи більше рас належало 0,8 %. Частка іспаномовних становила 0,5 % від усіх жителів.
За віковим діапазоном населення розподілялося таким чином: 15,5 % — особи молодші 18 років, 59,9 % — особи у віці 18—64 років, 24,6 % — особи у віці 65 років та старші. Медіана віку мешканця становила 51,5 року. На 100 осіб жіночої статі у місті припадало 94,5 чоловіків;  на 100 жінок у віці від 18 років та старших — 90,9 чоловіків також старших 18 років.
Середній дохід на одне домашнє господарство  становив 51 036 доларів США (медіана — 32 333), а середній дохід на одну сім'ю — 56 495 доларів (медіана — 43 065). Медіана доходів становила 38 716 доларів для чоловіків та 32 500 доларів для жінок. За межею бідності перебувало 10,1 % осіб, у тому числі 0,0 % дітей у віці до 18 років та 9,3 % осіб у віці 65 років та старших.
Цивільне працевлаштоване населення становило 1631 особа. Основні галузі зайнятості: освіта, охорона здоров'я та соціальна допомога — 29,6 %, роздрібна торгівля — 21,3 %, мистецтво, розваги та відпочинок — 20,2 %.